# Ceroys perfoliatus
Ceroys perfoliatus är en insektsart som först beskrevs av Gray, G.R. 1835.  Ceroys perfoliatus ingår i släktet Ceroys och familjen Heteronemiidae. Inga underarter finns listade i Catalogue of Life.